# 犬山犬子
犬山犬子（日语：／ Inuyama Inuko，1965年12月16日—），日本女演員、配音員、旁白。出身於東京都。Across Entertainment（演藝經紀公司）、Nylon100℃（劇團）所屬。舊藝名。身高155cm。O型血。
代表作有《寶可夢／神奇寶貝》系列（喵喵）、《怪奇戀愛作戰》（唄子）、《愛與和平大作戰》（唄子）。

## 來歷
1985年，犬山犬子從KERA（Keralino Sandrovich）領導所成立的「劇團健康」，到之後成立的「Nylon100℃」持續參加至今。
1996年，她以《熱鬥小馬》作為動畫配音員出道（據布川郁司表示，在主角綠色牧場王的人選難以決定時，原作者津野丸聽到犬山當時主持深夜廣播節目，便推薦了犬山，並說「她就是那個人選」）。
作為演員在堤幸彥的作品多次被任命。
2015年2月底從多年所屬的Cube轉移至Across Entertainment。

## 人物
興趣、特長：保齡球、浮潛、昭和歌謠曲研究、籃球、三線。
喜歡發出數字8的發音，因此日本放送的郵遞區號是「100-8439」（イチマルマルのパチヨンサンキュウ）。同樣的，明信片被刻意讀成（神奇寶貝時間），北海道日本火腿鬥士雖然被刻意讀成，另一方面，《神奇寶貝時間》廣播作家仍是，在節目的提問環節裡，本人表示「因為流行不起來」。
眾所周知，她也是《碧藍幻想》的重度使用者。

## 獲獎紀錄
第26屆讀賣演劇大獎優秀女演員獎（2019年）—來自Nylon100℃《百年的秘密》（再演）、KERA·MAP《修女》的演技。

## 演出
粗體字表示主要角色。

### 電視劇
- 美男子（日语：ハンサムマン）（1996年，朝日電視台）
- 鈴蘭（1999年，NHK）
- 繼續 第4話（1999年，TBS）—飾 溫泉旅館老闆娘
- 扶手椅偵探又來了（日语：安楽椅子探偵 (テレビドラマ)）（2000年，朝日放送）—飾 宇川由香里
- 圈套2 第1話—第3話（2002年1月11日—25日，朝日電視台）—飾 栗栖禎子
- 美好人生（日语：ワンダフルライフ (テレビドラマ)）（2004年，富士電視台）—飾 林薰子
- 劍客生涯特別篇「媽媽和女兒」（2005年1月11日，富士電視台）—飾 阿福
- 暴笑三姊妹（日语：笑う三人姉妹） 第3話（2005年，NHK）—客串
- 時效警察 第8話（2006年，朝日電視台）—客串
- 花痴妹駕到（日语：アンナさんのおまめ） 第2話（2006年，朝日電視台）—飾 林田護士
- 時效警察歸來 第4話（2007年，朝日電視台）—客串
- 世界奇妙物語 春季特別篇「比之前更好的人」（2008年4月2日，富士電視台）—飾 母親
- 麻煩男（日语：トラブルマン）（2010年，東京電視台）—飾 如呂
- 再見了我們的幼稚園（日语：さよならぼくたちのようちえん (テレビドラマ)）（2011年3月30日，日本電視台）—飾 主婦
- 得到幸福吧 第3話（2011年5月2日，富士電視台）—客串
- 特官 特別國稅徵收官（日语：トッカン -特別国税徴収官-#テレビドラマ）（2012年，日本電視台）—飾 作倉英子
- 高校歌劇團☆男組（日语：ハイスクール歌劇団☆男組）（2012年10月6日，CBC電視台）—飾 米原郁惠
- 貓辯和透明人（日语：猫弁#テレビドラマ）（2013年4月22日，TBS）—飾 山下早苗
- 白衣之淚 第一部「余命」（2013年4月1日—4月26日，東海電視台）—飾 東堂彌生
- 第9話（2013年6月6日，神奈川電視台）—飾 奶媽
- Legal high (第2期) 第9話（2013年12月11日，富士電視台）—飾 江上順子
- 明天媽媽不在 第3話（2014年1月30日，日本電視台）—飾 家政婦三田村
- 怪奇戀愛作戰（2015年1月—3月，東京電視台）—飾
- 悶悶不樂的漱石（日语：漱石悶々 夏目漱石最後の恋 京都祇園の二十九日間）（2016年12月10日，NHK BS Premium）—飾 女中·梅
- 西鄉殿（2018年10月28日，NHK）—飾 阿房
- 令和元年版 怪談牡丹燈籠（2019年10月6日—27日，NHK BS Premium）—飾 阿峰
- 敲響密室之門 第6話（2023年9月2日，朝日電視台）—飾 主婦齊藤[11]
- 藤子·F·不二雄SF短篇劇 Season2（日语：藤子・F・不二雄 SF短編ドラマ#Season2）「巧遇鐵人（日语：鉄人をひろったよ）」（2024年4月7日，NHK BS）[12]

### 網路電視劇
- 彌子表演上癮（2022年2月11日—3月25日，Paravi）—飾 占卜婆婆[13]
- 潛入搜查官 松下洸平（日语：潜入捜査官 松下洸平）（2023年9月5日—19日，TVer）—飾 真地[14]

### 電影
- Looking For（1998年）—飾 景子
- 劇場版 Beautiful Dreamer（2000年）—飾 TBS局內工作人員
- 溺水的魚（日语：溺れる魚）（2001年）—飾 亞美
- EGG（2002年，導演：堤幸彥）—飾 女警官
- 1980（日语：1980 (映画)）（2003年，導演：Keralino Sandrovich（日语：ケラリーノ・サンドロヴィッチ））
- 幸福的話就拍拍手（日语：しあわせなら手をたたこう）（2005年，導演：內田英治（日语：内田英治））—飾 高木瞳
- （2005年）—飾 旁白
- 劇場版 圈套2（2006年）—小雞的聲音
- （2006年，BS富士、USEN（日语：USEN）、EAST（日语：E&W），導演：Keralino Sandrovich）—飾 白石加奈惠
- 青春巧克力（2007年，導演：Keralino Sandrovich）—飾 噪音樂團「自分BOX」主唱加卡[15]
- 罪或罰（日语：罪とか罰とか）（2009年）—飾 風間涼子
- 繩氣娘子軍（日语：綱引いちゃった!）（2012年）—飾 姬野薰
- 愛與和平大作戰（日语：ラブ&ピース (映画)）（2015年）—飾 （聲音演出）
- 再見 ～從謊言開始的人生喜劇～（日语：グッドバイ〜嘘からはじまる人生喜劇〜）（2019年）—飾 佳乃
- 我的完美日常（2023年）—飾 古本屋店主[16]

### 舞台
Nylon100℃

- 予定外（1993年8月）—飾 尤洛·理查、拉馬丁·約克夏
- 1979（1994年5月）—飾 坂井俊夫、牛添真知子
- （1995年5月）—飾 阿爾吉儂、孟克
- （1996年5月）—飾 三森美惠
- （1997年4月）—飾 杉田
- （1997年12月）—飾 艾格
- Frozen Beach（日语：フローズン・ビーチ）（1998年8月、2002年7月再演）—飾 市子
- （1999年9月）—飾 一之江霧奈
- （2001年4月）—飾 急射艾爾莎
- 東京SF（2002年12月）—飾 艾格、御手洗（管家）
- Don't trust over 30（日语：ドント・トラスト・オーバー30）（2003年5月）—飾 茂家美、五十嵐揚羽
- （2003年11月）—飾 二森（導遊）
- 消失（日语：消失）（2004年12月、2015年12月再演）—飾 白天鵝湖
- （再演，2006年4月）—飾 杉田、寫真社（葉江取）
- （2007年12月、2013年6月再演）—飾 柏木立子
- （2008年9月）—飾 園田春奈、煙的母親
- 神與其他變種（2009年4月）—飾 女2（鈴木幸男的母親）
- 第2位、或者第3位（2010年6月）—飾 姊妹（姊）
- 百年的秘密（2012年4月、2018年4月再演）—飾 蒂爾達貝克
- 社長吸血記（2014年9月）—飾 望月瑪麗（演習官）、女2（市子）
- （2017年11月）—飾 女4（富婆）
- 江戶時代的回憶（2024年6月—8月）

其它公演
- 沙漠監視隊（1989年12月）
- BONTAN-DOUROU（1994年8月）
- （1995年7月）
- （1998年12月）
- 洛貝魯特·祖克（2000年3月）
- 贗品·盛開的櫻花林下（2001年6月）
- （2002年4月）
- （2004年2月）
- MIDSUMMER CAROL 香蒲王子 vs 淡水龍蝦魔人（日语：MIDSUMMER CAROL ガマ王子 vs ザリガニ魔人）（2004年7月）—飾 木之元
- 工人M（2006年2月）
- 開放弦（2006年7月）
- 少女與汽油（2007年6月）
- （2007年）
- 在底層（英语：The Lower Depths）（2008年4月）
- 東京月光魔曲（2009年12月）
- 黴菌（2010年12月）
- （2011年）
- （2012年—2013年）
- （2014年）
- （2016年）
- 希特勒，最後的20000年 ～幾乎全無～（2016年7月—9月）
- 陷沒（2017年）
- 修女（2018年）
- 霍夫曼博士的療養院 ～卡夫卡第四部長篇～（2019年）
- 世界在微笑（2022年）[18]
- 骨頭和蔑視（2024年）[19]
- （2025年）[20]
- 最後的唐吉訶德 THE LAST REMAKE of Don Quixote（預定2025年公演）[21]

### 現場對話
- 與KERA的「INU-KERA」現場對話，每隔月在新宿新宿LOFT/PLUS ONE（日语：新宿ロフトプラスワン）舉行

### 綜藝節目
- 寵物當家（東京電視台）—旁白
  - 一起陪大介出發吧！新寵物當家之旅（BS JAPAN）
  - 寵物當家之旅（BS JAPAN）
  - 一起陪雅春出發吧！寵物當家之旅（BS JAPAN）
  - 一起陪雅春出發吧！寵物當家大集合！（BS JAPAN）
    - 寵物當家「第3代旅犬雅春再見！謝謝你的微笑特集」名場面大放送！（2023年5月6日）—主要和小倉久寬、松本秀樹露面演出
- （富士電視台）—旁白
- 今日體育（日语：激生!スポーツTODAY）（東京電視台）—旁白、喵喵的聲音
- （TBS）—旁白、煤氣衛的聲音
- 神秘首頁 上班族NEO（日语：サラリーマンNEO）（NHK）

### 教育、兒童節目
- 一個人也可以！（日语：ひとりでできるもん!）（2000年5月22日—5月26日，NHK教育）—飾 弗朗索瓦絲·阿拉多莫
- Ponkickies（日语：ポンキッキーズ）→Ponkickies 21（日语：ポンキッキーズ21）（富士電視台）—奶油的聲音
- （2011年4月2日—9月24日，NHK教育）——飾 蕎麥屋老闆娘

### 廣告
- Benesse Holdings（日语：ベネッセコーポレーション）
- 三洋信販（日语：三洋信販）
- 樂天 養樂多100
- 神奇寶貝相關
  - 任天堂 神奇寶貝 皮卡丘（1998年）
  - 任天堂 神奇寶貝彈珠台（日语：ポケモンピンボール）（1999年）
- Tomy 熱鬥小馬（1997年）
- Axela 熱鬥小馬 黑色閃電 白色奇蹟（1998年）
- 京阪電氣鐵道 御京阪（日语：おけいはん#4代目）系列（2009年—）—於第4代「御京阪」短片飾演楠葉桂子的母親。
- Odds Park（日语：オッズパーク）（2015年—）

### 廣播節目
- KERA與犬子的四次元Radio Tecnosuke（日语：KERAと犬子の四次元ラヂオテクノスケ）（1991年10月12日—1992年3月28日，日本放送）
- 東幹久（日语：東幹久） 今晚也Break（1992年7月—1993年9月，日本放送）
- 古田新太與犬山犬子的週日頑皮之夜（日语：古田新太と犬山犬子のサンデーおちゃめナイト）（1994年4月10日—1997年10月5日，日本放送）
- V Jump 海賊Station（日语：Vジャンプ海賊ステーション）（1995年—1996年，日本放送）
- 犬山犬子的神奇寶貝時間（日语：犬山犬子のポケモンアワー）（1997年10月12日—2001年3月29日，日本放送）
- 惡魔小暮 日本全國 拉斯維加斯（日语：デーモン小暮 ニッポン全国 ラジベガス）（2005年4月—9月，日本放送）
- 東貴博 日本全國 拉斯維加斯（日语：東貴博 ニッポン全国 ラジベガス）（2005年10月—2006年3月，日本放送）
- 神奇寶貝電台秀！火箭隊的秘密帝國（日语：Pokemon Radio Show! ロケット団ひみつ帝国）（2012年7月1日—12月23日，InterFM）
- 犬山犬子的MUMUMU幼稚園
- 犬山犬子的PICOPICO團栗君（線上廣播：Klap）

### 電視動畫
1996年
- 熱鬥小馬（綠色牧場王[22]）

1997年
- 神奇寶貝（1997年—2002年，喵喵[23]）

2000年
- 神奇寶貝特別篇 超夢！我就在這裏（日语：ポケットモンスター ミュウツー! 我ハココニ在リ）（喵喵）
- 動畫萬歲（山崎）

2001年
- 通靈王 (2001年版)（小山田萬太[24]、莎莉）

2002年
- 週刊神奇寶貝放送局（喵喵）
- 神奇寶貝超世代（2002年—2006年，喵喵 等）
- 神奇寶貝 Side Story（2002年—2003年，喵喵 等）

2006年
- 神奇寶貝鑽石&珍珠（2006年—2010年，喵喵、小光的小山豬[25]→長毛豬）

2010年
- 神奇寶貝超級願望（2010年—2013年，喵喵[26]、小智的蟲寶包→寶包繭→保母蟲、小智的石丸子、霍米加的灰塵山）2系列

2013年
- 神奇寶貝XY（2013年—2016年，喵喵[27][28]、莎奈的妙蛙種子→妙蛙草）2系列

2016年
- 我的英雄學院（2016年—2023年，13號[29]）4系列[系列 1]
- 精靈寶可夢 太陽&月亮（2016年—2019年，喵喵[30]）

2019年
- 寶可夢 旅途（2019年—2023年，喵喵[31]、來電汪（日语：サクラギ博士#ワンパチ）[32]、喇叭芽）2系列 + 特別篇[系列 2]

2021年
- 通靈王 (2021年版)（2021年—2022年，小山田萬太[34]）

2022年
- POP TEAM EPIC 電視動畫作品第二系列（PIPI美〈第3話A部分〉[35]）

### 電影動畫
1998年
- 劇場版 神奇寶貝：超夢的逆襲（喵喵）
- 皮卡丘的歡樂假期（喵喵）

1999年
- 劇場版 神奇寶貝：夢幻之神奇寶貝 洛奇亞爆誕（喵喵）
- 皮卡丘的探險隊（喵喵）

2000年
- 劇場版 神奇寶貝：結晶塔的帝王（喵喵）
- 皮丘與皮卡丘（喵喵）

2001年
- 劇場版 神奇寶貝：雪拉比 穿梭時空的相遇（喵喵）
- 皮卡丘的心跳捉迷藏（喵喵）

2002年
- 劇場版 神奇寶貝：水都的守護神 拉帝亞斯與拉帝歐斯（喵喵）
- 皮卡皮卡的星空露營（喵喵）

2003年
- 劇場版 神奇寶貝：七夜的許願星 基拉祈（喵喵）
- 神奇寶貝的跳舞秘密基地（喵喵）
- 東京教父（胡桃澤）

2004年
- 劇場版 神奇寶貝：裂空的訪問者 代歐奇希斯（喵喵）

2005年
- 劇場版 神奇寶貝：夢幻與波導的勇者 路卡利歐（喵喵）

2006年
- 劇場版 神奇寶貝：蒼海的王子 瑪納霏（喵喵）

2007年
- 劇場版 神奇寶貝：決戰時空之塔 帝牙盧卡VS帕路奇犽VS達克萊伊（喵喵）
- 老鼠物語：喬治和傑拉爾德的冒險（日语：ねずみ物語）（華特[36]）

2008年
- 劇場版 神奇寶貝：騎拉帝納與冰空的花束 潔咪（喵喵）

2009年
- 劇場版 神奇寶貝：阿爾宙斯 超克的時空（喵喵）

2010年
- 劇場版 神奇寶貝：幻影的霸者 索羅亞克（喵喵）

2011年
- 劇場版 神奇寶貝：比克提尼與黑英雄 捷克羅姆/白英雄 雷希拉姆（喵喵）

2012年
- 美洛耶塔的閃亮音樂會（喵喵）

2013年
- 劇場版 神奇寶貝：神速的蓋諾賽克特 超夢覺醒（喵喵）
- 皮卡丘與伊布好朋友（喵喵）

2014年
- 皮卡丘，這是什麼鑰匙？（喵喵）
- Pokemon the movie XY 破壞之繭與蒂安希（喵喵）

2015年
- 天才傻鵬 ～甦醒的龍龍與忠狗～（日语：天才バカヴォン〜蘇るフランダースの犬〜）（傻鵬）
- 皮卡丘與神奇寶貝樂隊（喵喵）
- Pokemon the movie XY 光環的超魔神 胡帕（喵喵）

2016年
- 彩色忍者色卷（赤卷[37]）
- 鷹之爪8 ～吉田君的X檔案～（日语：秘密結社鷹の爪）（久助）
- Pokemon the movie XY&Z 波爾凱尼恩與機關人偶 瑪機雅娜（喵喵）

2017年
- 劇場版 精靈寶可夢：就決定是你了！（喵喵）
- DC超級英雄 vs 鷹之爪（蝙蝠俠（少年時期）、宍戶總理大臣）

2018年
- 劇場版 精靈寶可夢：大家的故事（喵喵[38]）

2019年
- 劇場版 精靈寶可夢：超夢的逆襲 EVOLUTION（喵喵）

2020年
- 劇場版 屁屁偵探：瓢蟲遺跡之謎（[39]）
- 劇場版 寶可夢：皮卡丘和可可的冒險（喵喵）

### OVA
1998年
- 皮卡丘的寒假（喵喵）

1999年
- 皮卡丘的寒假2000（喵喵）

2000年
- 皮丘與皮卡丘的寒假2001（喵喵）

2003年
- 我們是皮丘兄弟·派對大騷亂！之卷（喵喵）

2004年
- 皮卡丘的夏日祭典（喵喵）

2005年
- 皮卡丘的鬼怪狂歡節（喵喵）

2006年
- 皮卡丘的淘氣島（喵喵）

2007年
- 皮卡丘探險俱樂部（喵喵）

2008年
- 皮卡丘冰之大冒險（喵喵）

2009年
- 皮卡丘的閃亮大搜查！（喵喵）

2010年
- 皮卡丘的不可思議大冒險（喵喵）

2011年
- 皮卡丘的夏天、大橋、故事（喵喵）

2022年
- 熱鬥小馬 Blu-ray BOX 特典影片「無盡的挑戰!!」（綠色牧場王[40]）

### 網路動畫
- 幻影神奇寶貝的主謀者（2006年，喵喵）
- 櫻花革命 ～綻放的少女們～ 特別動畫（日语：サクラ革命 〜華咲く乙女たち〜）（2020年）
- 到哪裡都牧場王（2024年—2025年，溫科塔雷藏〈綠色牧場王〉、女性、機械牧場王、貓）

### 遊戲
1997年
- 水木茂的妖怪武鬥傳（日语：水木しげるの妖怪武闘伝）（河童）

1998年
- 熱鬥小馬 黑色閃電 白色奇蹟（綠色牧場王）

2000年
- 龍息之焰IV（日语：ブレス オブ ファイアIV うつろわざるもの）（大師）

2002年
- 通靈王 Spirit of Shamans（小山田萬太）

2003年
- 通靈王 Soul Fight（小山田萬太）
- 神奇寶貝頻道 ～和皮卡丘一起！～（喵喵）

2004年
- 通靈王 堅定之魂（小山田萬太）

2009年
- 神奇寶貝樂園Wii ～皮卡丘的大冒險～（日语：ポケパークWii 〜ピカチュウの大冒険〜）（喵喵）

2011年
- 神奇寶貝樂園2 ～Beyond the World～（日语：ポケパーク2 〜Beyond the World〜）

2015年
- 碧藍幻想（2015年—2022年，貝斯[41]）

2018年
- 任天堂明星大亂鬥 特別版（妙蛙草）

2019年
- 寶可夢 劍／盾（喵喵〈超極巨化的樣子〉）2作品

2020年
- 寶可夢大師（喵喵）
- 櫻花革命 ～綻放的少女們～（日语：サクラ革命 〜華咲く乙女たち〜）

2022年
- 超異域公主連結☆Re:Dive（貝斯）

### 廣播劇CD
- 神奇寶貝 期待的CD（喵喵）[注 2]

### 有聲漫畫
- （2022年，[42]）

### 外語配音
- 最萌警探（2018年，占卜師）
- 格林一家進城趣（2018年，格拉瑪）
- POKÉMON 名偵探皮卡丘（2019年，提姆·古德曼的祖母〈喬西特·賽門（英语：Josette Simon）〉[43]）
- 怨咒（2021年，蘿娜·穆迪〈賈姬·威佛〉[44]）
- 大紅狗克里弗（2022年，露西兒〈蘿西·培瑞茲〉[45]）

## 音樂作品
- V Jump-ranet 史上最大的歌合戰（1993年10月27日，東芝EMI）（犬山犬子）
- 出鱈目的（2002年8月21日，劇團健康（日语：劇団健康））
- 東京刺蝟精選 Vol.1～3（2002年8月21日，TEICHIKU ENTERTAINMENT,（日语：テイチクエンタテインメント））
- inu cafe（2007年7月4日，CITRON RECORDINGS）

#### 角色歌曲
- 神奇寶貝系列（喵喵的聲音、皮卡丘唱片（日语：ピカチュウレコード））
  - 永遠的火箭隊！（日语：ロケット団よ永遠に）（1997年12月10日）
  - 喵喵的派對（日语：ニャースのパーティ）（1999年10月27日）
  - 積極樂觀的火箭隊！（日语：前向きロケット団!）（2001年7月21日）
  - 喵喵的 ～來跳吧！跳舞吧！跳波爾卡舞吧！（日语：ポルカ・オ・ドルカ ダンス!! 〜ダンス!! ニャース〜）（2003年7月19日）
  - 衝刺！/我不會輸的！ ～小遙的主題曲～（日语：スパート!/私、負けない!〜ハルカのテーマ〜）（2006年6月28日）
  - 神奇寶貝XY&Z 角色歌曲企劃集vol.2 -總集篇-

#### 參加作品
| 發行日期      | 收錄目的（歌手／標題） | 參加歌曲  | 備註                                                          |
| ------------- | ---------------------- | --------- | ------------------------------------------------------------- |
| 2016年9月21日 | 『再建設的』           | JOE TALKS | 伊藤正幸致敬專輯 悠介·桑塔瑪利亞 with KERA & 犬山犬子名義收錄 |

### 作詞
- （《出發！哥吉蘭島（英语：Godzilland）》插入歌）[4]

## 著書
- 《喵喵之歌與月見麵》（文：犬山犬子，繪：Keralino Sandrovich（日语：ケラリーノ・サンドロヴィッチ））—神奇寶貝繪本（日语：ポケモンえほん）系列的其中1冊。

## 腳註

## 外部連結
- 犬山犬子｜Nylon100℃ （日語）
- 犬山犬子｜Across Entertainment （日語）
- 犬山犬子的X（前Twitter） （日語）
- 網路廣播『犬山犬子的MUMUMU幼稚園』，存于 （日語）